# 杉山賢人
杉山 賢人（すぎやま けんと、1968年12月12日 - ）は、静岡県沼津市出身の元プロ野球選手（投手）、野球指導者、野球解説者、日本女子プロ野球機構ノース・レイア元監督。
バルセロナオリンピック野球の銅メダリスト。

## 経歴

### アマチュア時代
静岡県沼津市で化学工場を営む家庭に生まれる。賢い人間になってほしいとの願いから「賢人」と命名され、スーパーマンのクラーク・ケントからもヒントを得たという。摘んできた花を飾るような繊細な性格であったが、小学校3年生の時にバッティングセンターで大人向けの速球を打ち返し、親の勧めで翌年から野球を始めた。小柄ながら優れた打撃を見せ、少年野球の県大会では特別敢闘賞を受賞している。
沼津市立金岡中学校では、2年生の夏にエースが負傷したのをきっかけに投手に転向した。沼津学園高校に進学すると再び野手になり、入学時は身長がおよそ160cmに伸び、練習を重ねて課題の打撃を克服。2年生の夏の静岡大会から「1番・中堅手」のレギュラーとなった。3年生になると3番を任され、2番手投手も兼任していた。同年夏の静岡大会では準々決勝でエースの負傷を受けて登板したが、サヨナラ負けを喫している。
専修大学に進むと、同期に岡林洋一や武藤潤一郎がいたが、同じ静岡県出身の監督の望月教治が高校時代の杉山のプレーを見ており、投手に専念するよう指示された。1年春の東都大学野球リーグからベンチ入りして2勝を挙げ、岡林が故障していた2年春のリーグ戦では先発を数回務めている。3年まで頻繁に外野手転向を訴えたが却下され、最後の1年間は必ずしも熱心に練習していなかったという。大学では3番手投手として主にリリーフを任され、1部リーグ通算43試合に登板、4勝8敗、防御率3.65の成績を残した。
大学卒業後は社会人野球の東芝に入り、監督の大田垣耕造やコーチの黒紙義弘の指導を受けて野球について深く考えるようになったという。良い球を強気に使う高見泰範のリードなどもあって頭角を現し、勝利を挙げて自信を深めていく好循環が生まれた。1年目の1991年の都市対抗では1回戦から先発して勝利投手となり、小池秀郎との先発対決となった準々決勝の対松下電器戦でも6回を無失点に抑えて勝利。しかし、準決勝の対住友金属戦では6失点し、4回途中で降板した。なお、この試合で対戦した松本尚樹が社会人時代で最も印象に残っているという。決勝の対三菱重工長崎戦も先発して6回を自責点0の投球で勝利投手になり、チームの優勝に貢献して若獅子賞を受賞している。また、同年は社会人ベストナインにも選ばれた。
1992年にはバルセロナ五輪代表の最終選考で、同じ左投手の渡辺正和とともに候補となり、渡辺が肘の検査を受けていたこともありメンバーに選ばれた。本大会では予選の対ドミニカ共和国戦で先発し、被安打3、8奪三振で5回を無失点に抑えて勝利投手になっている。3位決定戦ではアメリカを相手に2番手として1回1/3を投げ、被安打2、自責点1で3奪三振を挙げてチームは勝利し、銅メダルを獲得した。同年の日本選手権では2勝を挙げてチームの優勝に貢献し、優秀選手に選ばれている。社会人の左投手ではNo.1と言われて迎えた1992年度ドラフト会議ではマウンドでの度胸などを買われ、左投手が不足していた西武ライオンズから1位指名を受けて入団。球団史上最高額となる契約金1億円と、年俸1,000万円で入団契約を結んでいる。なお、契約金で実家を新築したという。

### プロ野球選手時代
1993年はオープン戦から好投を見せ、4月15日の対オリックス・ブルーウェーブ戦で早くも一軍初登板を果たす。2日後の4月17日には初先発で千葉ロッテマリーンズから勝利を挙げた。5月8日の対日本ハムファイターズ戦で、同年のルーキーで最初の完投勝利を収めるなど、工藤公康に続く左の先発として起用されていた。シーズン中盤からはリリーフに回り、左の切り札として大活躍し優勝に貢献。鹿取義隆、潮崎哲也と形成した強力なリリーフ・トリオは、毛利元就の「三本の矢」のエピソードやJリーグブームに湧く中、サンフレッチェ広島になぞらえて、「サンフレッチェ」と呼ばれた。オールスター明けの1か月が特につらかったというが、同年はリーグ最多の54試合に登板してほぼ満票で新人王に選ばれている。ヤクルトスワローズとの日本シリーズでは第4戦でシリーズ初登板を果たし、第6戦まで3試合連続で起用された。オフの契約更改では、2200万円増の年俸3200万円（推定）となっている。
1994年は6月から7月にかけては5試合で打者26人を1四球のみに抑えるなどの好投を見せ、オールスターゲームに初出場を果たした。前年と同じ54試合に登板し、読売ジャイアンツとの日本シリーズでは第5戦で2番手として登板し、3四球で満塁としたところで緒方耕一に満塁本塁打を打たれて敗戦投手になっている。
オフには年俸6000万円（推定）で契約を更改している。
1995年は勤続疲労から肩の故障で出遅れて28試合の登板に終わり、契約更改では1500万円減の年俸4500万円（推定）となった。
1996年は不調でプロ入り初の一軍未勝利に終わる。
1997年は2年ぶりに勝ち星を挙げたがデニー友利、橋本武広、森慎二らが躍進する中で、従来の活躍が出来なかったが、日本シリーズでは第2戦から3試合続けて登板し、全て無失点で切り抜けている。
1998年は44試合に登板して防御率2.50の好成績で、年俸は5100万円（推定）となった。95年以降は肩の故障や監督が変わったことにより、ワンポイントリリーフが主となっていた。
1999年6月7日に平塚克洋との交換トレードで阪神タイガースへ移籍。背番号｢17｣。阪神では先発投手と期待されローテーションに入った時期もあったが、期待に応えることはできなかった。
2000年一軍登板がない中、5月24日には、吉田剛、西川慎一との交換トレードで大阪近鉄バファローズへ移籍。移籍先では早々に一軍登板したがパ・リーグに戻ってもかつての輝きは取り戻せなかった。
2001年4月3日には関口伊織との交換トレードで西武時代のかつての監督森祇晶が監督を務める横浜ベイスターズへ移籍、異例となる3年連続シーズン途中での移籍を経験した。横浜では32試合に登板したものの2001年シーズンオフに戦力外通告を受け、12球団合同トライアウトも受験したがこの年限りで現役を引退。

### 現役引退後
2002年から2004年まで横浜で打撃投手、2005年は同球団の一軍マネージャーを務めた。
2006年から東北楽天ゴールデンイーグルス一軍投手コーチ（ブルペン）を務めたが2009年10月26日に翌年の契約を結ばないことが発表された。
2010年からは東北放送、スカイ・A sports+（2011年まで）→J SPORTS（2012年は）→日テレプラス（2013年から2014年までは）野球解説者を務める。
また、解説者として活動するかたわら、少年野球の監督として女子選手も指導。
2013年、解説者の活動と並行しながら、ノース・レイアの監督を務めたが、15試合終了時点で成績不振の責任を取り、6月13日付けで辞任した。2014年11月1日に楽天の二軍投手コーチに就任することが発表された。2016年10月6日付けで翌年の契約を結ばないことが発表された。
2017年は台湾・中華職業棒球大聯盟のLamigoモンキーズの二軍投手コーチを務め、10月25日に埼玉西武ライオンズと2018年の投手コーチ契約について合意したことが発表された。
2021年10月29日、翌年のコーチ契約を結ばないことを通告された。
2022年からはテレ玉と東北放送（TBCラジオ）の野球解説者（本数契約）として活動する。東北学院大学コーチも務めている。
2024年からノースアジア大学硬式野球部助監督兼ヘッドコーチとして指導。2025年に監督に就任。

## 選手としての特徴・人物
セットポジションからスリークォーターのアーム式投法で繰り出す最速147km/hの速球は球質が重く、これを維持するために西武で減量指令を拒否している。変化球としてはスライダーやカーブに加え、主に右打者に対してはスクリューボール、左打者にはシュートも投げていた。低めへの制球力に定評があった。
丸っこい外見が似てるとして、東芝時代に丹波健二から「アンパンマン」というニックネームを付けられた。アマチュア時代から、素直で人に好かれやすい性格に監督や友人らから定評があり、投手としては珍しく他人の助言を素直に聞いていた、と高見泰範に評されている。

## 詳細情報

### 年度別投手成績
| 年 度     | 球 団     | 登 板 | 先 発 | 完 投 | 完 封 | 無 四 球 | 勝 利 | 敗 戦 | セ 丨 ブ | ホ 丨 ル ド | 勝 率 | 打 者 | 投 球 回 | 被 安 打 | 被 本 塁 打 | 与 四 球 | 敬 遠 | 与 死 球 | 奪 三 振 | 暴 投 | ボ 丨 ク | 失 点 | 自 責 点 | 防 御 率 | W H I P |
| --------- | --------- | ----- | ----- | ----- | ----- | -------- | ----- | ----- | -------- | ----------- | ----- | ----- | -------- | -------- | ----------- | -------- | ----- | -------- | -------- | ----- | -------- | ----- | -------- | -------- | ------- |
| 1993      | 西武      | 54    | 4     | 1     | 0     | 0        | 7     | 2     | 5        | --          | .778  | 309   | 74.0     | 68       | 6           | 29       | 0     | 0        | 82       | 3     | 0        | 25    | 23       | 2.80     | 1.31    |
| 1994      | 西武      | 54    | 1     | 0     | 0     | 0        | 4     | 2     | 6        | --          | .667  | 246   | 60.2     | 54       | 7           | 13       | 0     | 4        | 63       | 0     | 0        | 24    | 24       | 3.56     | 1.10    |
| 1995      | 西武      | 28    | 1     | 0     | 0     | 0        | 3     | 0     | 2        | --          | 1.000 | 140   | 34.2     | 33       | 4           | 6        | 0     | 2        | 30       | 1     | 0        | 12    | 12       | 3.12     | 1.13    |
| 1996      | 西武      | 36    | 0     | 0     | 0     | 0        | 0     | 2     | 3        | --          | .000  | 112   | 26.2     | 20       | 4           | 14       | 0     | 2        | 32       | 1     | 0        | 13    | 13       | 4.39     | 1.28    |
| 1997      | 西武      | 34    | 0     | 0     | 0     | 0        | 1     | 1     | 0        | --          | .500  | 76    | 14.2     | 20       | 2           | 12       | 0     | 0        | 14       | 0     | 0        | 9     | 9        | 5.52     | 2.18    |
| 1998      | 西武      | 44    | 0     | 0     | 0     | 0        | 0     | 0     | 1        | --          | ----  | 82    | 18.0     | 21       | 1           | 7        | 0     | 3        | 11       | 0     | 0        | 6     | 5        | 2.50     | 1.56    |
| 1999      | 西武      | 8     | 0     | 0     | 0     | 0        | 0     | 0     | 0        | --          | ----  | 27    | 5.1      | 9        | 2           | 3        | 0     | 0        | 5        | 1     | 0        | 3     | 3        | 5.06     | 2.25    |
| 1999      | 阪神      | 16    | 9     | 0     | 0     | 0        | 2     | 4     | 0        | --          | .333  | 198   | 44.1     | 46       | 6           | 18       | 3     | 2        | 34       | 2     | 1        | 25    | 25       | 5.08     | 1.44    |
| '99計     | 阪神      | 24    | 9     | 0     | 0     | 0        | 2     | 4     | 0        | --          | .333  | 225   | 49.2     | 55       | 8           | 21       | 3     | 2        | 39       | 3     | 1        | 28    | 28       | 5.07     | 1.53    |
| 2000      | 近鉄      | 27    | 0     | 0     | 0     | 0        | 0     | 1     | 0        | --          | .000  | 104   | 22.0     | 28       | 6           | 15       | 2     | 1        | 12       | 0     | 0        | 16    | 15       | 6.14     | 1.95    |
| 2001      | 横浜      | 32    | 0     | 0     | 0     | 0        | 0     | 1     | 0        | --          | .000  | 81    | 17.0     | 19       | 3           | 9        | 0     | 3        | 12       | 0     | 0        | 10    | 9        | 4.76     | 1.65    |
| 通算：9年 | 通算：9年 | 333   | 15    | 1     | 0     | 0        | 17    | 13    | 17       | --          | .567  | 1375  | 317.1    | 318      | 41          | 126      | 5     | 17       | 295      | 8     | 1        | 143   | 138      | 3.91     | 1.40    |

- 各年度の太字はリーグ最高

### 表彰
- 新人王（1993年）

### 記録
初記録
- 初登板：1993年4月15日、対オリックス・ブルーウェーブ戦（グリーンスタジアム神戸）、6回裏無死に3番手として救援登板、1/3回無失点
- 初先発登板・初勝利・初先発勝利：1993年4月17日、対千葉ロッテマリーンズ戦（千葉マリンスタジアム）、6回 3被安打4与四死球 無失点 6奪三振
- 初セーブ：1993年4月28日、対福岡ダイエーホークス戦（福岡ドーム）、10回裏一死に3番手として救援登板、2/3回無失点

その他の記録
- オールスターゲーム出場：1回（1994年）

### 背番号
- 29（1993年 - 1999年途中）
- 17（1999年途中 - 2000年途中）
- 26（2000年途中 - 2001年）
- 75（2002年）
- 101（2003年 - 2005年）
- 76（2006年 - 2009年）
- 86（2015年 - 2016年）
- 77（2017年）
- 90（2018年 - 2021年）

## 関連情報

### 出演
- TBC Exciting Ballpark 〜がんばれ! EAGLES〜（TBCテレビのプロ野球中継）
- TBCイーグルスナイター（TBCラジオのプロ野球中継）
- J SPORTS STADIUM（主に楽天戦）
- 断然 パ・リーグ主義!!
- TwellVプロ野球中継